# Lili Marleen
"Lili Marleen" er en tysk sang som blev meget populær på begge sider under 2. verdenskrig.
Teksten til “Lili Marleen” blev skrevet af Hans Leip i 1915. Hans Leip (1893-1983) var en skolelærer fra Hamburg, der var blevet indkaldt til den Kejserlige Tyske Hær. Navnet “Lili Marleen” er angiveligt sammensat af navnene på hans kæreste og en anden kvindelig ven. Sangen blev senere udgivet som "Das Lied eines jungen Soldaten auf der Wacht" ("Sangen om en ung soldat på vagt"). Norbert Schultze satte musik til i 1938.
Sangen var oprindeligt kaldt "Das Mädchen unter der Laterne" (tysk for "Pigen under gadelygten"), men den blev kendt som "Lili Marleen".
Kort før 2. verdenskrig i 1939 indspillede Lale Andersen den og senere hjalp Marlene Dietrich med at gøre sangen populær. En popularitet den opnåede på trods af modstand fra Naziregimet og i særdeles modstand fra propagandaministeren Joseph Goebbels som endda på et tidspunkt prøvede at forbyde den. Efter tyskerne havde indtaget Beograd i 1941 blev Radio Beograd omdannet til de tyske styrkers radiostation og kunne høres over hele Europa og langs Middelhavet. Efter opfordring af Erwin Rommel begyndte radiostationen at spille Andersens Lili Marleen optagelse hver aften 21:55 og både tyske og allierede soldater omkring Middelhavet lyttede regelmæssigt med[kilde mangler].

## På dansk
"Lili Marleen" er oversat eller gendigtet på et utal af sprog, bl.a. dansk.
Den danske tekst er af Emil Damvig:
På den stolte skude
fjernt fra hjemmets strand
står den tavse sømand
og længes hjem i land.
Tænker, mens skibet står mod nord,
på den, som i hans hjerte bor,
på sin Lili Marleen,
på sin Lili Marleen.
Det var på en knejpe
i Marseilles havn,
at han pluds'lig hørte
det nu så søde navn;
mændene talte kun om een
med ravnsort hår og slanke ben,
kun om Lili Marleen,
kun om Lili Marleen.
Det var kærlighed ved
første øjekast,
men i dag så står han
med hende last og brast;
for da han fried', fik han ja,
og han blev gift den næste da'
med sin Lili Marleen,
med sin Lili Marleen.
Og når fra det fjerne
Peter vender hjem,
er en grøn lanterne
det tegn, der viser frem.
Han ved, når rejsen, den er endt,
så står hun dér og venter spændt,
hans eg'n Lili Marleen,
hans eg'n Lili Marleen.